# Đỗ Trung Dương
Đỗ Trung Dương (25 tháng 4 năm 1945 – 27 tháng 5 năm 2020) là một sĩ quan cấp cao trong Quân đội nhân dân Việt Nam, hàm Trung tướng, nguyên Tư lệnh Quân đoàn 1, Phó Tổng tham mưu trưởng Quân đội nhân dân Việt Nam.

## Cuộc đời
Đỗ Trung Dương sinh ngày 15 tháng 4 năm 1945 tại xã Phùng Xá, huyện Mỹ Đức, Hà Nội. Ông nhập ngũ từ tháng 6 năm 1963 và thuộc biên chế Đại đội 7, Tiểu đoàn 8, Trung đoàn 102, Sư đoàn 308. Một năm sau, ông bắt đầu theo học tại Trường Hạ sĩ quan thuộc Quân đoàn 1. Từ đầu năm 1965 đến năm 1970, ông trải qua nhiều chức vụ khác nhau từ Tiểu đội trưởng đến Đại đội trưởng Đại đội 7 và Đại đội 5 thuộc Tiểu đoàn 8, Trung đoàn 102. Sau 1 năm đảm nhiệm Trợ lý Tham mưu của Trung đoàn 102, đến tháng 7 năm 1971, ông trở thành Tiểu đoàn trưởng Tiểu đoàn 7 thuộc Trung đoàn 102.
Trong 6 tháng cuối năm 1972, ông theo học tại Học viện Lục quân. Trong hai năm 1973 và 1974, ông lần lượt trở thành Phó trung đoàn trưởng và Trung đoàn trưởng Trung đoàn 102. Từ đầu năm 1978 đến tháng 8 năm 1980, ông liên tục theo học tại Trường Văn hóa Bộ Quốc phòng (hay Trường Văn hóa Quân đội) và Học viện Quốc phòng. Đến tháng 9 năm 1980, ông trở thành Phó sư đoàn trưởng kiêm Tham mưu trưởng Sư đoàn 308. Tháng 12 năm 1981, ông được cử sang Liên Xô theo học tại Học viện Vưstren. Sau 2 năm về nước, tháng 6 năm 1985, ông được thăng làm Sư đoàn trưởng Sư đoàn 308.
Ông được bổ nhiệm làm Phó Tư lệnh kiêm Tham mưu trưởng Quân đoàn 1 vào tháng 10 năm 1987 và trở thành Tư lệnh vào tháng 3 năm 1995. Tháng 7 năm 1997, ông được điều làm Cục trưởng Cục Quân huấn và đảm nhiệm vị trí này hơn 2 năm trước khi trở thành Phó Tổng tham mưu trưởng Quân đội nhân dân Việt Nam vào tháng 11 năm 1999. Ông giữ chức vụ Phó Tổng tham mưu trưởng cho đến khi về hưu vào tháng 6 năm 2005. Ngày 27 tháng 5 năm 2020, ông qua đời tại Bệnh viện Trung ương Quân đội 108, hưởng thọ 75 tuổi.

## Khen thưởng
- Huân chương Chiến công hạng Nhất, Nhì, Ba.
- Huân chương Kháng chiến chống Mỹ cứu nước hạng Nhất.
- Huân chương Bảo vệ Tổ quốc hạng Nhất.
- Huân chương Chiến sĩ vẻ vang hạng Nhất, Nhì, Ba.
- Huy chương Quân kỳ quyết thắng

## Lịch sử thụ phong quân hàm
| Năm thụ phong | 1968     | 1970      | 1973   | 1976     | 1980     | 1984      | 1988   | 1994        | 2002        |
| ------------- | -------- | --------- | ------ | -------- | -------- | --------- | ------ | ----------- | ----------- |
| Quân hàm      |          |           |        |          |          |           |        |             |             |
| Cấp bậc       | Trung úy | Thượng úy | Đại úy | Thiếu tá | Trung tá | Thượng tá | Đại tá | Thiếu tướng | Trung tướng |